# Dogri
 (novembre 2015).
Le dogri (डोगरी ou ڈوگرى) est une langue indo-aryenne, parlée par plus de quatre millions de personnes du sous-continent indien, surtout dans la région du Jammu de l'État du Jammu-et-Cachemire, mais aussi au Panjâb, en Himachal Pradesh ainsi que dans le reste du Cachemire. Le peuple qui parle dogri est appelé Dogra (gentilé).

## Présentation
Selon le Pr Gauri Shankar, trois zones constituent la région Dogra : Kandi (les collines basses), Andarwah (région de rivières dans les plaines) et Pahari (région montagneuse) (Gauri Shankar 1981). Dogri est la forme féminine du mot Dogra, mot tribal qui désigne le peuple de Duggar, nom qui provient sans doute de Durga, terme que l'on retrouve sur une inscription en plaque de cuivre du XIe siècle. Lors du recensement de 1961 dans l'État du Jammu, il y avait 869 199 locuteurs du dogri.
La plus ancienne mention connue du dogri se trouve dans la liste d'Amir Khusrau (1253-1325) des langues indiennes et des inscriptions en dogri remontent au XIIe siècle. Le Rév. Carey mentionne également le dogri dans sa liste de langues indiennes en 1916.
Le dogri fait partie des langues indo-européennes et dérive du prakrit Sauraseni avec un vocabulaire sanskrit qui a également absorbé des mots arabes, persans et anglais.
Dans le passé, le dogri a souvent été considéré comme un dialecte du pendjabi mais il a acquis une vie littéraire autonome. Récemment, le dogri a été reconnu comme langue constitutionnelle de l'Inde. Amir Khusrau Dehlavi a été la première personne à enregistrer l'existence du dogri comme un dialecte distinct au XIVe siècle.
Le dogri est une langue d'État du Jammu-et-Cachemire. Il est écrit soit avec la devanāgarī soit avec un alphabet arabo-persan modifié (nasta'liq).
Padma Sachdev est une poète connue qui écrit en dogri.